# William Matthew Hart

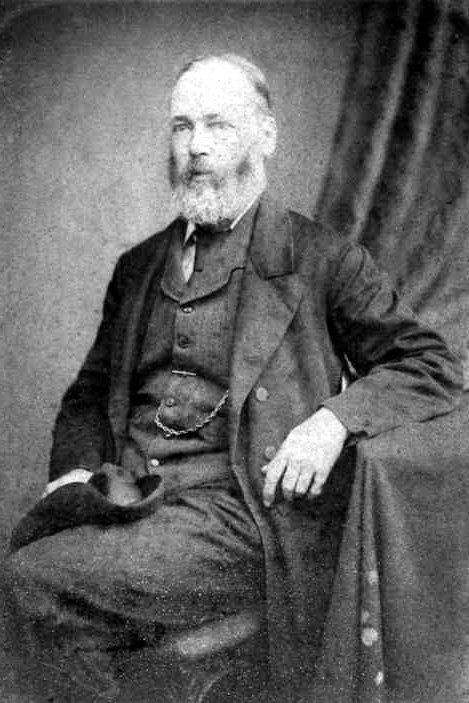
William Matthew Hart

William Matthew Hart (1830 – 1908) – urodzony w Irlandii angielski ilustrator ptaków i litograf, pracujący dla Johna Goulda.
Hart rozpoczął studia medyczne, ale nie był w stanie ich ukończyć z powodów finansowych. Zaczął pracować dla Goulda w 1851 roku, rozpoczynając współpracę, która miała trwać trzydzieści lat. Na początku tego okresu wykonał wzory płyt litograficznych do pracy Goulda na temat kolibrów, a także pracował nad The Birds of Great Britain z Henrym Constantine Richterem. Do 1870 roku Hart stał się głównym rysownikiem i litografem Goulda. Po śmierci Goulda w 1881 roku został zatrudniony przez Richarda Bowdlera Sharpe’a z British Museum, aby dokończyć pracę Goulda nad ptakami Nowej Gwinei i stworzyć ilustracje do monografii Sharpe’a o ptakach rajskich.